# مايكل أوليفر (لاعب كرة قدم)
مايكل أوليفر (بالإنجليزية: Michael Oliver)‏ (16 نوفمبر 1957 في المملكة المتحدة - ) هو مدرب كرة قدم ولاعب كرة قدم بريطاني في مركز الدفاع. لعب مع كوين أوف ساوث ونادي فالكيرك ونادي سترنرير ‏ ونادي ستنهاوسموير ونادي ستيرلينغشير الشرقية ونادي اربوراث ونادي كاودينبيث لكرة القدم ونادي ألبيون روفرز.

## وصلات خارجية
- ميخائيل أوليفر على موقع قاعدة بيانات كرة القدم.إي يو (الإنجليزية)